# Вильднер, Иоганнес
Иоганнес Вильднер (нем. Johannes Wildner; род. 5 марта 1956, Мюрццушлаг) — австрийский дирижёр и скрипач.
Окончил Венскую академию музыки. Играл в Венском филармоническом оркестре, выступал также с Ансамблем Иоганна Штрауса, работавшим под патронатом Венского симфонического оркестра. В 1990—1993 годах работал в Филармоническом оркестре Кошице, затем в 1994—1995 годах в Пражской опере, в 1996—1998 годах — в Лейпцигской опере. В 1997—2007 годах был первым главным дирижёром объединённого Нового филармонического оркестра Вестфалии, исполняя обязанности генеральмузикдиректора (то есть неся одновременно ответственность и за оркестр оперного театра в Гельзенкирхене).
Широко гастролирует по всему миру, выступая с различными оркестрами и оперными труппами. Среди оперных спектаклей Вильднера — «Кармен» Бизе на Арена ди Верона, «Похищение из сераля» Моцарта в Зальцбурге, «Дон Жуан» в Загребе, «Летучая мышь» Иоганна Штрауса в Токио, «Тоска» Пуччини в Брно, «Мадам Баттерфляй» в Бомбее, «Фиделио» Бетховена в Гвадалахаре. Среди множества записей Вильднера (более 60 CD) преобладают произведения Моцарта и Штрауса-сына. К 200-летию Роберта Шумана в 2010 году во главе Симфонического оркестра Венского радио записал тройной альбом со всеми произведениями Шумана для фортепиано с оркестром (солист Лев Винокур).